# 115 (عدد)
115 (مائة وخمسة عشر) هو عدد صحيح. يلي العدد 114 ويسبق العدد 116 وهو عدد طبيعي موجب.

## في مجالات أخرى
- 115 هو رقم طلب نجدة رجال الإطفاء (الدفاع المدني) في العراق.